# FK Teteks
FK Teteks er en fodboldklub hjemmehørende i den makedonske by Tetovo. Klubbens navn stammer fra den lokale tekstilfabrik af samme navn.
Klubben spiller i 2017 i den næstbedste makedonske række.

## Titler
- Makedonske mesterskaber (0):
- Makedonske pokalturnering (1): 2010

## Europæisk deltagelse
| Sæson   | Runde      | Modstander   | Hjemme | Ude | Kommentar |
| ------- | ---------- | ------------ | ------ | --- | --------- |
| 2010-11 | 2. kvalif. | FK Ventspils | 3-1    | 0-0 | -         |
| 2010-11 | 3. kvalif. | IF Elfsborg  | 1-2    | 0-5 | -         |

| Fodbold | Spire Denne artikel om en fodboldklub er en spire som bør udbygges. Du er velkommen til at hjælpe Wikipedia ved at udvide den. |

42°01′7.29″N 20°58′41.44″Ø / 42.0186917°N 20.9781778°Ø